# Чимоне
Чимоне (итал. Cimone) — коммуна в Италии, располагается в провинции Тренто области Трентино-Альто-Адидже.
Население составляет 708 человек (2021 г.), плотность населения составляет 69 чел./км². Занимает площадь 9 км². Почтовый индекс — 38060. Телефонный код — 0461.
Покровителем населённого пункта считается святой Рох.

## Население
Динамика населения: